# Онора, Жан-Жак
Жан-Жак Онора (фр. Jean-Jacques Honorat; 1 апреля 1931, Порт-о-Пренс, Гаити — 26 июля 2023) — гаитянский государственный и общественный деятель, премьер-министр Гаити (11 октября 1991 — 19 июня 1992), юрист, агроном.

## Биография
Родился в семье министра внутренних дел Гаити. Получил высшее образование в области агрономии и права.
С 1959 по 1961 год занимал пост министра туризма. После конфликта с Франсуа Дювалье и стал правозащитником.
В декабре 1980 года, за правозащитную деятельность Жан-Клод Дювалье изгнал его из страны, после чего он жил в Нью-Йорке (США). Был директором Гаитянского центра по правам человека.
После военного переворота хунты под руководством Рауля Седраса, в результате которого был свергнут президент Жан-Бертран Аристид, 11 октября 1991 года был назначен премьер-министром Гаити. До декабря 1991 года одновременно занимал пост министра иностранных дел и культа страны. Пребывание в должности премьер-министра было недолгим и закончилось 19 июня 1992 года, когда армия вынудила его уйти в отставку после того, как он безуспешно пытался договориться с зарубежными странами о снятии экономических санкций с Гаити. В кресле премьера его сменил Марк Луи Базен.
После 1992 года ушёл из политики. Жан-Жак Онора продолжил успешную деятельность на дипломатической арене, его степени в области агрономии и права, а также  свободное владение французским, испанским и английским языками служили ему на протяжении всей его оставшейся карьеры.
Умер 26 июля 2023 года в Порт-о-Пренсе в возрасте 92 лет.